# إد ريندل

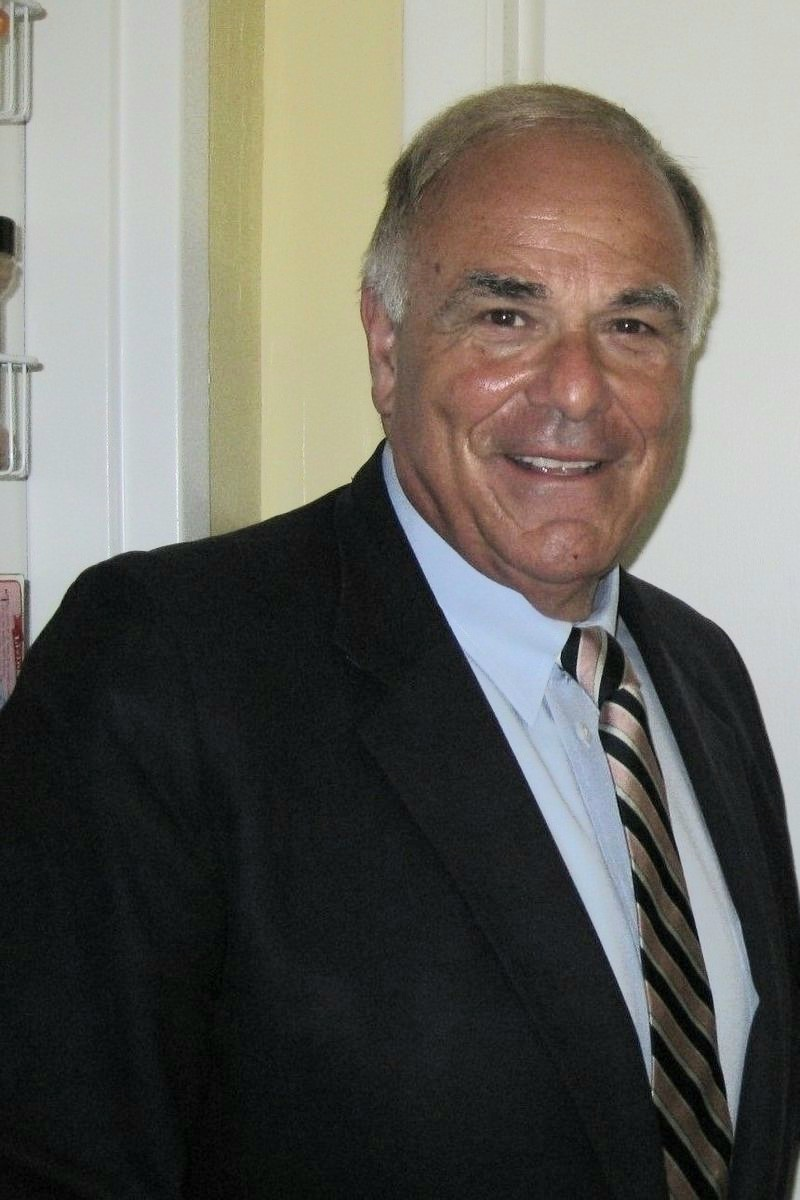
إد ريندل

إدوارد جين رندل (بالإنجليزية: Ed Rendell) من مواليد 5 كانون الثاني - يناير من سنة 1944 هو سياسي أميركي ينتمي إلى الحزب الديمقراطي وحاكم ولاية بنسلفانيا منذ عام 2003 ولد في نيويورك لأبوين يهوديين حصل على شهادته الجامعية الأولى في جامعة بنسلفانيا وشهادة في القانون من كلية الحقوق في فيلانوفا كان ضابطا في الجيش الاميركي الاحتياطي ما بين الأعوام 1968 إلى عام 1974 انتخب إدوارد جين رندل لمنصب المدعي العام في مدينة فيلادلفيا في سنة 1977 وهو كان المرشح المحافظ في عام 1986 لكنه خسر في الانتخابات التمهيدية للديمقراطيين كان رندل رئيسا لبلدية فيلادلفيا ما بين الأعوام 1992 إلى عام 1999 ورئيس اللجنة الوطنية الديمقراطية ما بين الأعوام 1999-إلى عام 2001. جدير بالذكر إلى أن إد ريندل ينتمي إلى الديانة اليهودية.

## روابط خارجية
- إد ريندل على موقع IMDb (الإنجليزية)
- إد ريندل على موقع قاعدة بيانات برودواي على الإنترنت (الإنجليزية)
- إد ريندل على موقع إن إن دي بي (الإنجليزية)
- إد ريندل على موقع قاعدة بيانات الفيلم (الإنجليزية)